# Acriti bizantini

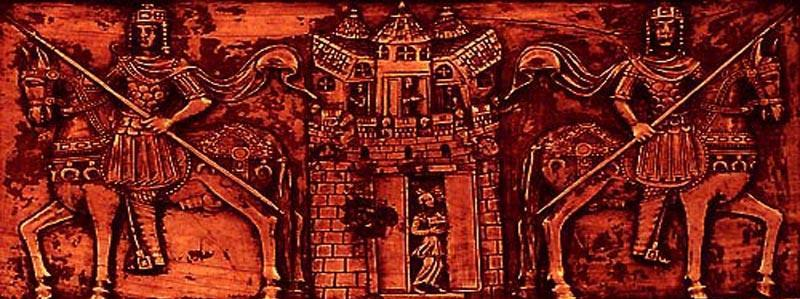
Acriti bizantini in un'antica rappresentazione.

Gli acriti (lingua greca ἀκρίται, akrìtai; sing. akrìtēs, ἀκρίτης) erano soldati scelti dell'esercito bizantino, principalmente reparti di cavalleria leggera, posti a guardia delle frontiere anatoliche orientali dell'Impero bizantino. 
Il loro ruolo non era limitato alla mera sorveglianza territoriale, ma prevedeva altresì la messa in atto di scorrerie e incursioni nei territori islamici confinanti. 
I reparti degli acriti erano scaglionati lungo le frontiere orientali dell'Impero e, a causa della grande distanza che li separava, spesso si tenevano in comunicazione mediante segnali ottici. Le loro imprese ispirarono l'epopea nazionale bizantina (Le gesta di Digenis Acritas, XII secolo, cui fecero da controcanto da parte islamica Sayyid Baṭṭāl e Dhu l-Himma).